# 사산
사산(死産, stillbirth)은 임신 20주 또는 28주 이후의 태아가 사망한 것이다. 원인은 대개 알 수 없는 경우가 많다. 유산과 비슷한 의미이다.

## 같이 보기
- 관내분만